# Sønner av Norge
Sønner av Norge (egtl. "Norsk Nationalsang") var Norges de facto nationalsang fra 1820. Henrik Anker Bjerregaard (1792–1842) skrev teksten, mens melodien blev komponeret af Christian Blom (1782–1861). "Sønner av Norge" blev brugt som nationalsang, indtil "Ja, vi elsker dette landet" kom frem i 1864.
Sangen blev til ved, at Selskabet for Norges Vel i 1819 igangsatte en konkurrence om at skrive en ny nationalsang for Norge. Pengepræmien blev doneret af grosserer Marcus Pløen og var på 100 speciedaler til henholdsvis tekstforfatter og komponist. Dommerkomitéen bestod af tre akademikere (rektor Rosted, slotspræst Storm Munch og professor Steenbloch), og af 20 kandidater blev den kåret som vinder i 1820. Komitéen udtalte dog om vinderen, at den ikke levede op til deres idé om en norsk nationalsang, der skulle "passe til enhver Tid og tilfredsstille enhver Classe af Borgersamfundets Lemmer" og være "et helt Folks Løsen". Sangen blev alligevel valgt til vinder, fordi den var den "mest hensigtssvarende". De syntes dog heller ikke, at prisen skulle give den et "almengjældende Stempel", men overlod det til "en langt alvorligere Kamp med ældre og yngre Brødre".
Ligesom "Ja, vi elsker" blev den aldrig formelt anerkendt som nationalsang, men etablerede sig som nationalsang af ren praksis. Frem til begyndelsen af 1900-tallet blev begge sange brugt, men "Sønner av Norge" blev mest benyttet i formelle sammenhænge.

## Sangteksten
| Oprindelig tekst Sønner af Norges det ældgamle Rige, Sjunger til Harpens den festlige Klang! Mandigt og høitidsfuldt Tonen lad stige, Fædrenelandet indvies vor Sang. Fædreneminder herligt oprinder, Hvergang vi nævne vor Fædrenestavn. Svulmende Hjerter og glødende Kinder Hylde det elskte, det hellige Navn. Flyver vor Aand til de hensvundne Tider, herlig den skuer vort Fædrelands Glands; Kjæmpere gange om Dovrefjelds Sider, Vandre til Ledingefærd som til Dands. Mandige Skarer Bølgen befarer, Norriges Ros bær til fjerneste Kyst; Hjemme er Kjæmpere nok som forsvarer Arvede Frihed med modige Bryst. Medens de Staalklædte prøve sin Styrke, Medens de stande i kjæmpende Rad, Skjalde og Sagamænd Kunsterne dyrke, Riste i Runer de herligste Qvad. Konninger bolde Scepteret holde, Røgte med Viisdom det hellige Kald; Gjennem Aarhundreders Nat deres Skjolde Gjenstraale klart i Erindringens Hal. Oldtid! du svandt; men din hellige Flamme Blusser i Nordmandens Hjerte endnu: End er af Æt og af Kraft han den Samme, End staaer til Frihed og Ære hans Hu; Og naar han kvæder Norriges Hæder, Svulmer hans Hjerte af Stolthed og Lyst; Ham er selv Sydens de yndigste Steder Intet mod Norriges sneedækte Kyst. Frihedens Tempel i Nordmandens Dale Stander saa herligt i Lye af hans Fjeld; Frit tør han tænke, og frit tør han tale, Frit tør han virke til Norriges Held. Fuglen i Skove, Nordhavets Vove Friere er ei end Norriges Mand; Villig dog lyder han selvgivne Love, Trofast mod Konning og Fædreneland. Elskede Land med de skyhøie Bjerge, Frugtbare Dale og fiskrige Kyst! Troskap og Kjærlighed fro vi dig sverge; Kalder du, bløde vi for dig med Lyst. Evig du stande, elskte blandt Lande! Frit som den Storm der omsuser dit Fjeld! Og medens Bølgen omsnoer dine Strande, Stedse du voxe i Hæder og Held! | Moderne norsk Sønner av Norge, det eldgamle rike, synger til harpens den festlige klang! Mandig og høytidsfullt tonen la stige! Fedrenelandet innvies vår sang. Fedreneminner herlig opprinner hver gang vi nevner vår fedrenestavn. Svulmende hjerter og glødende kinner hyller det elskte, det hellige navn. |

## Udvalgte indspilninger
- Herman Ivarson med akk. (trompet., violin., og hammondorgel). Arr.: Herman Ivarson. Udgivet på 78'er-pladen Victor V-15066 i 1941.
- Øystein Frantzen med Hjalmar Lindbergs orkester. Indspillet 27. juni 1951. Udgivet på 78'er-pladen Odeon ND 7054 og på EP-platen Odeon GEON 15.
- Glittertind, udgivet 2004 på albummet Evige Asatro.